# Şıxlar (Yardımli)
Şıxlar è un comune dell'Azerbaigian situato nel distretto di Yardımlı. Conta una popolazione di 507 abitanti.